# Volokolamsk
Volokolamsk (russisk: Волокола́мск, tr. Volokolamsk) er en russisk by med 21.212(2015) indbyggere beliggende omkring 124 kilometer nordvest for Moskva, langs floden Gorodenka i nærheden af hvor den løber sammen med floden Lama i Moskva oblast, Rusland. Byen er administrativt center i Volokolamskij rajon.

## Historie
Den første overleverede omtale af Volokolamsk er fra Voskresensk krøniken fra omkring 1135, hvor den refereres til som "Volok ved Lame" (russisk: Волок на Ламе, tr. Volok na Lame). Dette gør den til den ældste by i Moskva oblast (12 år ældre end Moskva) og en af de ældste byer i Rusland. Før 1100-tallet blev den refereret til som "Volokom Lamskin" (russisk: Волоком Ламским) eller blot "Volokom" (russisk: Волоком). Navnet "Volokolamsk" stammer fra en femkilometer lange sti over land hvor handelsmændene trak deres flodbåde fra floden Lame til Ruza. En sådan sti kaldes "Volak" på russisk. Byen blev hurtigt en vigtigt handelssted på handelsruten fra Novgorod til Moskva og Rjasan.
Volokolamsk var blevet grundlagt af købmænd fra Novgorod, og forblev hovedsageligt en del af Republikken Novgorod indtil 1398 selv om den på grund af placeringen mellem de to mægtige byer Novgorod og Moskva, var årsag til en del kontroverser og omskiftelig tilhørsforhold. I 1178 blev byen plyndret og brændt af Vsevolod Jurjevitsch III af Vladimir, der kortvarigt underlagde Volokolamsk fyrstedømmet Vladimir-Suzdal, men hans søn Jaroslav II gav byen tilbage til Novgorod i 1231. Efter Mongolernes invasion af Rus' blev Volokolamsk delt mellem så den ene halvdel faldt under Novgorod og den anden under byen Vladimir.
Storfyrste Ivan den første af Vladimir gav hans del af byen til Kijevs bojar Rodion Nestorovich, som omkring 1310 tvang sig retten til den anden halvdel fra Novgorod.
I 1345 overgav storfyrst Simeon af Moskva og Vladimir Volokolamsk til hans svigerfar, der var prins af Smolensk. Under Smolensk udstod byen i 1371 en tremåneders lang belejring af Litauens storfyrste Algirdas. Kort tid efter kom byen igen under Novgorods kontrol.
I 1398 indtog storfyrste Vasilij I Dmitrijevitj af Moskva Volokolamsk. Men efter at have mistet forbindelsen til Novgorod og handlen med Hanseforbundet forfaldt byen. Ivan den Store gav i 1462 byen til sin yngre bror, der opførte den berømte Genopstandelseskatedral. I 1613 modstod byen en belejring af den polske konge Sigismund. Hvilket ledte til byens befæstningsanlæg fra da af indgik i byens våbenskjold.
I løbet af 1800-tallet oplevede byen en genopblomstring og hastig industrialisering og i starten forbandt en jernbane byen med Moskva og Riga. Under den tidlige opstand i 1905 var byen centrum for aktiv arbejdermodstand .Bl.a. lukkede en strejke byens industrivæveriet, som var Volokolamsk største arbejdsplads.
Under 2. verdenskrig 1941–1945 var Volokolamsk og omegn skueplads for en række voldsomme sammenstød mellem Nazi-Tyskestyrker og sovjetiske regulære styrker og partisanstyrker. Bedst kendt er slaget den 14. november 1941 hvor 28 sovjetiske soldater fra den 316. riffeldivision i en desperat kamp formåede at nedkæmpe 18 nazistiske tanks otte kilometer fra Volokolamsk, lige før de nåede frem til Volokolamsk-Moskva hovedvejen. Byen blev hårdt medtaget i løbet af krigen og genopbygget i løbet af 1950'erne.
Volokolamsk blev den 25. marts 2010 hædret med titlen By med militær ære.

### Befolkning
Volokolamsk havde ved sidste folketælling i 2006 24.548 indbyggere.
Indbyggerudvikling
| År   | Indbyggere |
| ---- | ---------- |
| 1897 | 2.900      |
| 1926 | 3.400      |
| 1939 | 5.400      |
| 1959 | 11.100     |
| 1970 | 15.500     |

| År   | Indbyggere |
| ---- | ---------- |
| 1979 | 18.400     |
| 1989 | 55.300     |
| 1996 | 18.200     |
| 2000 | 24.500     |
| 2014 | 21.692     |

## Industri
Volokolamsk er i dag et vigtig industriknudepunkt. Foruden et stort industrivæveri, er der bilproduktion og fødevareforædlingsfabrikker. I 2006 opførte amerikanske 3M en kemifabrik i omegnen af byen.

## Seværdigheder
- Genopstandelseskatedralen (1460'erne)
- Gudsmoder fødselskirke (1535)
- Nikolauskatedralen (1864)
- Josefklosteret ved Volokolamsk (16. – 17. århundrede)

## Galleri
- Volokolamsk centrum, med den nye og gamle katedral i baggrunden
- Вид на банк в центре Волоколамска
- Volokolamsk centrum
- Volokolamsk set fra luften